# Kaisa Parviainen
Katri ("Kaisa") Vellamo Parviainen, född 3 december 1914 i Muuruvesi, död 21 oktober 2002 i Raumo, var en finländsk friidrottare.
Parviainen blev olympisk silvermedaljör i spjutkastning vid sommarspelen 1948 i London.